# Herman Diamand
Herman Diamand (30. března 1860 Lvov – 26. února 1931 Lvov) byl rakouský právník a politik polské národnosti z Haliče, na počátku 20. století poslanec Říšské rady, v poválečném období poslanec polského Sejmu.

## Biografie
Pocházel z rodiny bohatého židovského kupce. Byl stoupencem asimilačního židovského proudu, který prosazoval příklon židů k polskému národu a jejich jazykovou i kulturní polonizaci.
V roce 1882 vystudoval reálnou školu ve Lvově. Studoval práva na Lvovské univerzitě a Vídeňské univerzitě. Titul doktora práv získal roku 1894 na Černovické univerzitě. Působil na soudní a advokátní praxi, od roku 1898 měl vlastní advokátní kancelář ve Lvově, později vedl obchodní firmu po otci. Byl politicky a veřejně aktivní. V roce 1890 se podílel na založení haličské Dělnické strany, v roce 1892 haličské Sociálně demokratické strany, z níž se roku 1897 utvořila Polská sociálně demokratická strana Haliče a Slezska (Polska Partia Socjalno-Demokratyczna Galicji i Śląska Cieszyńskiego). Účastnil se stranických sjezdů a byl delegátem na mezinárodních kongresech druhé internacionály. Podílel se na založení Lidové univerzity A. Mickiewicze v roce 1898.
Působil také coby poslanec Říšské rady (celostátního parlamentu Předlitavska), kam usedl ve volbách do Říšské rady roku 1907, konaných poprvé podle všeobecného a rovného volebního práva. Byl zvolen za obvod Halič 03. Mandát obhájil ve volbách do Říšské rady roku 1911, nyní v obvodu Halič 37.
Po volbách roku 1907 byl na Říšské radě členem poslaneckého Klubu polských sociálních demokratů. Po volbách roku 1911 patřil k Polskému klubu.
Profiloval se jako expert na ekonomické otázky. Na přelomu let 1918 a 1919 byl členem polské likvidační komise. Od roku 1919 náležel k Polské socialistické straně. V ní zastával funkci místopředsedy i předsedy vrchní rady. Od roku 1919 do roku 1930 byl poslancem polského Sejmu (do roku 1922 ústavodárný Sejm). Patřil mezi aktivní poslance. V roce 1919 a 1924 byl díky němu přijat zákon zvaný Lex Diamand, zabývající se regulací výstavby produktovodů, těžby a vývozu ropy.
Ve 20. letech se coby člen polské delegace účastnil na obchodních vyjednáváních s Německem. Zastával funkci ve vedení Polské lidové banky a Polské zemské banky. Zemřel náhle v roce 1931 po návratu ze zasedání Mezinárodního socialistického byra v Curychu.